# 토리코 (등장인물)
토리코(トリコ)는 일본의 애니메이션 토리코의 주인공이다.

## 프로필
성우(일본): 오키아유 료타로
성우(한국): 성완경
어린시절의 토리코의 성우(한국): 양정화
능력: 육탄전 특화, 엄청난 후각
외모: 파란색 머리의 근육질 몸매의 거한으로, 왼쪽 눈 아래에 3개의 흉터가 있음.
토리코는 이 만화의 주인공이자 직업은 미식가다. 만화의 세계관에서 시대는 구르메(미식가) 시대이다. 여러 식자재를 발견하고 또한 그것을 사냥하고 먹으면서 자신의 구르메 세포를 활성화 하여 더 강한 식재료에 도전하며, 자신의 최종 목표인 전설의 미식신 아카시아의 풀코스의 메인 요리인 GOD을 손에 넣기 위하여 분투한다. 나이는 현재 29세이며 세상에 존재하는 식재료 중 약 6000종(2%)을 발견해냈다고 한다. 남다른 후각을 가지고 있으며 성격도 호탈해서 여러명의 동료를 모으고 심지어 제브라까지 그와 다투기는 하지만 그에게 직접적인 공격은 하지 못한다.
식재료를 사냥함에 있어서 항상 고마움을 표시하는 것이 특징이며 가리는 것이 없이 모든 것을 다 먹는 스타일이나, 먹고 살기 위한 목적 이외에는 살생을 하지 않으며, 아무 이유없이 무분별한 살생을 일삼는 자들을 매우 혐오한다. (예: 미식회)
키는 220cm, 체중은 230kg,  혈액형은 O형.
사냥기술
- 위협: 토리코가 싸울때 상대방을 위협하거나 자신의 신체를 활성화 시키기 위해 꺼내는 기술(모습: 악마).
- 포크: 토리코가 상대방에게 근접해서 자신의 손을 마치 새의 발톱처럼 만들어 순식간에 찌르는 기술. 마치 포크 같은 환영이 생긴다.
- 나이프: 토리코가 상대방에게 근접해서 자신의 손을 마치 손날 격파를 하는 것처럼 만들어 순식간에 자르는 기술. 마치 나이프 같은 환영이 생긴다.
- 아이스 픽 대못 펀치: 토리코가 구르메 콜로세움에서 베이의 구르메 텔레이그 지스텐스(원격 존재감) 로봇(GT로봇)과 싸울때 사용했던 기술로 GT 로봇을 파괴하기 위해 대못 펀치의 힘을 한점으로 모으는 기술을 생각해내서 싸웠다.
- 플라잉 나이프와 포크: 토리코가 리갈 메머드의 보석고기를 먹고 세포를 진화시켜서 블루 블러드 콘을 자신의 풀코스 메뉴 중 에피타이저로 삼을 때 나타난 미식회 그린 패치에게 공격을 하면서 익힌 기술로 원거리로 포크와 나이프를 던지는 기술이다. 마치 포크와 나이프 같은 환영이 생긴다.
- 레그 나이프와 포크: 토리코가 아이스 헬에서 센츄리 수프를 찾다가 맞닥뜨린 미식회의 토미로드에게 공격을 하면서 익힌 기술로 발과 다리를 이용해 포크와 나이프를 사용하는 기술이다. 마치 포크와 나이프 같은 환영이 생긴다.
- 포크 쉴드: 토리코가 멜크의 별조각을 얻기 위해 멜크의 별조각 채굴장에서 자신을 보호하기 위해 포크 두개를 상하와 좌우로 빠르게써서 마치 방패로 보호되는 공간을 만드는 기술이다. 마치 포크가 토리코의 몸 주변을 두르고 있는 환영이 생긴다.
- 대못 펀치: 토리코가 상대방에게 근접해서 자신의 주먹으로 강한 타격을 여러번 주는 기술. 마치 못이 박히는 것 같은 환영이 생긴다.
- 트윈 대못 펀치: 대못 펀치를 양손을 사용해 대못 펀치의 2배의 공격력을 주는 기술. 하지만 한번에 양손을 잠시 쓰지 못하게 되며 대량의 칼로리를 소비한다는 점에서 양날의 검을 지닌 기술이다.
- 캐논 포크: 실체화한 수백개의 포크를 하나로 모아 생긴 거대 포크를 투척하는 기술. [식의]를 배운 토리코가 수백개의 포크를 실체화하면서 사용했다.
- 레그 부메랑: 레그 나이프를 부메랑으로 만들어서 그것을 투척하는 기술. 부메랑이기 때문에 상대가 피해도 다시 돌아와 공격을 할 수가 있다.
- 네일 건: 토리코가 [식의]를 습득한 후에 얻은 최강의 기술 중 하나이며,대못 펀치의 진화형이다.커다란 전기 드라이버로 갖다 박는 듯한 형상을 보여준다.
- 얼티메이트 루틴: 자신이 기술을 상상함으로 서 기술을 만들어낸다 (예: 트윈네일건, 포크대못 펀치, 무한대못 펀치).
- 나이프 네일 건: 네일 건와 나이프를 합친 기술. 손을 펼쳐 네일건을 사용한다.
- 포크 아머: 포크 쉴드의 진화형. 포크 쉴드를 순식간에 몸에 둘러 갑옷을 만드는 기술.
- 트윈 네일 건: 네일 건(펀치)를 양손으로 사용해 2배의 데미지를 주는 기술.
- 레그 대못 킥: 발로 대못 펀치를 쓰는 기술. 이를 트윈 네일건과 연계사용해 스타쥰을 날려버린다.
- 포크 대못펀치: 손을 상대 깊숙히 찔러 사용하는 대못펀치.
- 무한 대못펀치: 무한연발로 날리는 대못펀치 (죽을때까지 고통을 준다). 죠아와 싸울 때 터득하였다.
- 제 2의 구르메 세포

토리코는 악마(적귀)와 제 2의 구르메 세포, 푸른 도깨비(청귀)를 갖게 되었다. 붉은 도깨비보다 강력하다.
- 제 3의 구르메 세포

토리코는 제 3의 구르메 세포, 하얀 도깨비(백귀)를 갖게 되었다. 붉은 도깨비, 푸른 도깨비보다도 강력하다.
이제 토리코는 자신의 팔을 구르메 세포로 바꿀 수 있으며, 이 팔로 미식회 간부들을 한 방에 쓰러뜨린다.
- 구르메세포 구체화 후 사냥기술
- 제트포크: 지구의 중력 10~20배에 달하는 구르메세계에서 대기권을 뜷고 날아가는데 토리코의 지구에서도 관측될 정도의 강력한 포크.

헌팅레벨 1405의 고리타우루스의 팔을 날려버렸다.
풀코스
- 에피타이저(전체): BB콘 / 식물류 /헌팅 레벨 30
- 스프: 센츄리 스프 / 헌팅 레벨 불명 (코마츠가 만듦)
- 샐러드: 에어 / 헌팅레벨 불명
- 생선요리: 오가이(머나먼 바다의 기억) / 헌팅레벨 불명
- 고기요리: 엔드 맘모스/ 헌팅레벨 불명
- 메인디쉬: G.O.D(갓) /헌팅레벨 10000
- 디저트: 무지개 열매 / 과실류 / 헌팅 레벨 12
- 비브라지(음료): 빌리언버드의 알/헌팅레벨 불명

파트너
- 배틀 울프인 '테리 크로스': 토리코와는 제 1 서식처에서 리갈 매머드의 보석살을 구하기전 잠시 들렸던 구르메 콜로세움에서 클론으로 부활 시킨 배틀 울프에게서 태어난 새끼 배틀울프로 빠르게 성장 중이다.

1. ↑  “토리코”. 《네이버 시리즈》.